# Highams Park
Highams Park là một quận thuộc Khu Waltham Forest của Luân Đôn, Anh, gần kề với Epping Forest. Khu rừng ở Highams Park gồm hồ bơi thuyền, dưới thiết kế của nhà thiết kế cảnh quan Humphry Repton, sau khi xây đập chắn sông Ching. Nơi đây có công viên và những cơ sở tiện ích mua sắm như Budgens, nhưng không có siêu thị lớn.
Highams Park là một khu ngoại ô nằm cách 8,7 dặm (14 km) về phía đông bắc của Charing Cross.